# Griekenland op de Olympische Winterspelen 1952
Tijdens de Olympische Winterspelen van 1952, die in Oslo (Noorwegen) werden gehouden, nam Griekenland voor de derde keer deel.

## Deelnemers en resultaten

### Alpineskiën
| Olympiër            | Discipline   | Resultaat | Prestatie                              |
| ------------------- | ------------ | --------- | -------------------------------------- |
| Angelos Lembesi     | afdaling (m) | dq        | diskwalificatie                        |
| Angelos Lembesi     | slalom (m)   | dnf       | 1e run niet gefinisht                  |
| Antonios Miliordos  | afdaling (m) | dq        | diskwalificatie                        |
| Antonios Miliordos  | slalom (m)   | r1: 79e   | 2e run niet startgerechtigd 2.26,9+dns |
| Alexandros Vouxinos | afdaling (m) | 72e       | 6.10,8 (+3.40,0)                       |
| Alexandros Vouxinos | slalom (m)   | dnf       | 1e run niet gefinisht                  |

Argentinië · Australië · België · Bulgarije · Canada · Chili · Denemarken · Duitsland · Finland · Frankrijk · Griekenland · Groot-Brittannië · Hongarije · IJsland · Italië · Japan · Joegoslavië · Libanon · Nederland · Nieuw-Zeeland · Noorwegen · Oostenrijk · Polen · Portugal · Roemenië · Spanje · Tsjecho-Slowakije · Verenigde Staten · Zweden · Zwitserland